# Huang Chih-hsiung
Huang Chih-hsiung (chinesisch 黃志雄, Pinyin Húang Zhìxióng, * 16. Oktober 1976 in Neu-Taipeh) ist ein ehemaliger taiwanischer Taekwondoin und heutiger Politiker. Im Fliegen- und Federgewicht gewann er unter anderem zwei olympische Medaillen und wurde zweimal Weltmeister.

## Karriere
Huang feierte seinen ersten internationalen Erfolg bei der Weltmeisterschaft 1995 in Manila, als er in der Gewichtsklasse bis 58 Kilogramm die Bronzemedaille gewann. Im Jahr darauf wurde er Vizeasienmeister in derselben Gewichtsklasse, 1997 in Hongkong folgte der Gewinn der Weltmeisterschaft. Im Jahr 2000 nahm er das erste Mal an Olympischen Spielen teil. In seiner Gewichtsklasse unterlag er im Viertelfinale zunächst dem späteren Olympiasieger Michalis Mouroutsos mit 1:2, ehe er sich mit zwei Siegen in der Hoffnungsrunde Bronze sicherte. Bei den Asienspielen 2002 in Busan gewann er in der Gewichtsklasse bis 62 Kilogramm die Goldmedaille, ein Jahr später wurde er in Garmisch-Partenkirchen zum zweiten Mal Weltmeister. Das letzte internationale Turnier bestritt Huang bei den Olympischen Spielen 2004 in Athen in der Gewichtsklasse bis 68 Kilogramm. Nach drei Siegen traf er im Finale auf Hadi Saei Bonehkohal, gegen den er mit 3:4 verlor und damit die Silbermedaille gewann.
Nach seiner Karriere im Taekwondo wandte sich Huang der Politik zu. Für die Kuomintang trat er bei der Parlamentswahl 2004 an und gewann die Wahl in seinem Bezirk. Er verteidigte seinen Sitz als Abgeordneter im Legislativ-Yuan sowohl 2008 als auch 2012 und gehörte von seiner ersten Wahl bis zum 1. Februar 2016 insgesamt für zwölf Jahre dem taiwanischen Parlament an.